# Daewoo Racer
Daewoo Racer byl osobní automobil vyráběný mezi lety 1986 a 1994 jihokorejskou automobilkou Daewoo.

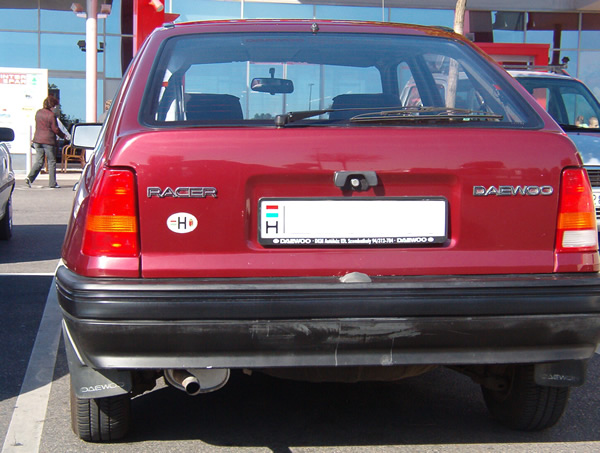
Záď hatchbacku

Jedná se o licenční vůz, je to kopie německého auta Opel Kadett E. Byl to 3dveřový nebo 5dveřový hatchback nebo 4dveřový sedan. Vpředu uložený 1,5litrový motor OHC s výkonem 75 koní (55 kW) poháněl přední kola. Vůz zrychlil z 0 na 100 km/h za 16 sekund, maximální rychlost byla 170 km/h.
V roce 1994 byla výroba ukončena a nahradil ho model Nexia, který také vychází z Kadettu.